# Jan I van Trier
Jan I van Trier (rond 1140 - Trier, 15 juli 1212, Duits Johann I) was aartsbisschop van Trier van 1190 tot 1212.  Hij was de eerste die ook de titel van keurvorst droeg.
Johann (of Jan) kwam uit de omgeving van Spiers. Van 1186 tot 1189 was hij kanselier onder de Koning van de Romeinen Hendrik van Hohenstaufen, die later Keizer Hendrik VI.
- Gemeinsame Normdatei: 136302297
- Virtual International Authority File: 80670494
- WorldCat: E39PBJkMDBkwmmMt74bvjMXGHC